# Hypogastrura tullbergi
Hypogastrura tullbergi är en urinsektsart som först beskrevs av Jacob Christian Schäffer 1900.  Hypogastrura tullbergi ingår i släktet Hypogastrura och familjen Hypogastruridae. Arten är reproducerande i Sverige. Inga underarter finns listade i Catalogue of Life.